# Ådalens kontrakt
Ådalens kontrakt är från 2018 ett kontrakt i Härnösands stift inom Svenska kyrkan. 
Kontraktskoden är 1001.

## Administrativ historik
Kontraktet bildades den 1 januari 2018 av
Härnösand-Kramfors kontrakt med
- Bjärtrå församling
- Dals församling
- Gudmundrå församling
- Hemsö församling
- Häggdångers församling
- Härnösands domkyrkoförsamling
- Högsjö församling
- Nora-Skogs församling
- Nordingrå församling
- Stigsjö församling
- Styrnäs församling
- Säbrå församling
- Torsåkers församling
- Ullångers församling
- Vibyggerå församling
- Viksjö församling
- Ytterlännäs församling

Sollefteå kontrakt med
- Boteå församling
- Eds församling
- Graninge församling
- Helgums församling
- Junsele församling
- Långsele församling
- Multrå-Sånga församling
- Ramsele-Edsele församling
- Resele församling
- Sollefteå församling
- Ådals-Lidens församling
- Överlännäs församling